# Shīr Savār
Shīr Savār (persiska: شير سوار) är en ort i Iran.   Den ligger i provinsen Mazandaran, i den norra delen av landet, 140 km nordost om huvudstaden Teheran. Shīr Savār ligger 18 meter över havet och antalet invånare är 995.
Terrängen runt Shīr Savār är platt, och sluttar norrut. Runt Shīr Savār är det tätbefolkat, med 286 invånare per kvadratkilometer. Närmaste större samhälle är Babol, 10,2 km norr om Shīr Savār. Trakten runt Shīr Savār består till största delen av jordbruksmark.